# Велкопоповицки Козел
Велкопопо́вицки Ко́зел (на чешки: Velkopopovický Kozel) е марка чешка лагер бира, тип пилзнер, която се произвежда от чешката пивоварна „Пилзенски Праздрой“ (Plzeňský Prazdroj), собственост на „SABMiller“.

## История
„Велкопоповицки Козел“ започва да се произвежда през 1874 г. в селището Велке Поповице Среднобохемски край, Чехия в пивоварната „Велке Поповице“, основана през същата година от Франц Рингхофер (Franz Ringhoffer).. Емблема на пивоварната е фигура на козел, откъдето идва и името на бирата.
През 1995 г. компанията е закупена от пивоварната „Радегаст“ (Pivovar Radegast), която през 1999 г. се слива с пивоварната „Пилзенски Праздрой“ (Plzeňský Prazdroj), а същата година последната е придобита от пивоварната корпорация „SABMiller“.
Днес бирата се произвежда в пилзенския завод на „Пилзенски Праздрой“.
В Чехия „Велкопоповицки Козел“ е сред най-предпочитаните марки бира. Произвежда се по лиценз в Русия, Израел, Полша, Унгария, Украйна и Словакия, което прави Kozel една от най-популярните чешки марки бира извън Чехия.  Бирата се предлага в стъклени бутилки от 0,5 и 0,7 л. и в алуминиеви кенове от 0,5 л.

## Търговски асортимент
Търговският асортимент на марката включва следните разновидности:
- Velkopopovický Kozel Světlý – светла бира с леко горчив вкус, нежен мирис и златистожълт цвят, с алкохолно съдържание 4 %.
- Velkopopovický Kozel 11° Medium – светла бира с приятно горчив вкус, аромат на малц и хмел, с алкохолно съдържание 4,6 %. В производство от 2005 г.
- Velkopopovický Kozel Premium – светла бира със златист цвят, приятно горчив вкус, нежен малцов и хмелен аромат и алкохолно съдържание 4,8 %.
- Velkopopovický Kozel Černý – тъмна бира с алкохолно съдържание 3,6 %. Произвежда се от специални сортове тъмни малцове, което придава на пяната тъмен цвят, отличава се с вкус на хмел и карамел и тъмно кафяв цвят.

## Галерия
- Velkopopovický Kozel 11° Medium
- Velkopopovický Kozel Černý
- Velkopopovický Kozel Premium
- Главния вход на пивоварната във Велке Поповице